# 木村正義

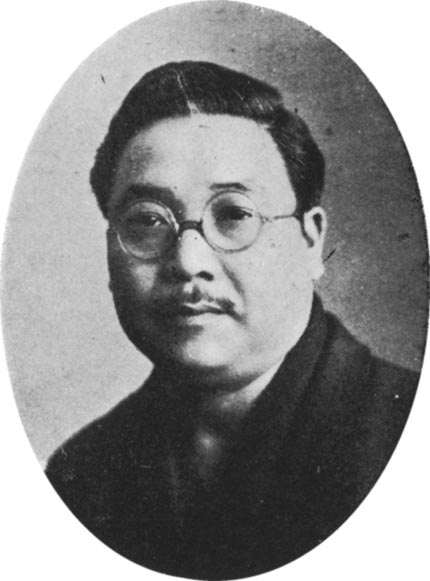
木村正義

木村 正義（きむら まさよし、1890年（明治23年）1月1日 - 1952年（昭和27年）9月28日）は、日本の文部官僚、政治家。衆議院議員（4期）。

## 略歴
東京出身。1915年、東京帝国大学法科大学法律学科（独法）を卒業。官界に入り、京都府久世郡長、文部書記官兼文部大臣秘書官、文部省学生部長、同省実業学務局長などを歴任。
1932年2月、第18回衆議院議員総選挙に熊本県第1区で立憲政友会から出馬し当選。以後、第19回、第20回、1942年の第21回総選挙（翼賛政治体制協議会候補）まで連続4回の当選を果した。この間、立憲政友会総務、第1次近衛内閣の内務参与官、米内内閣の大蔵政務次官を歴任した。
1945年4月に香川県知事に就任。1945年6月10日より同年10月31日まで四国地方総監を兼任した。戦後、公職追放となる。1951年追放解除。翌1952年死去。

## 著作
- 木村正義著『公民教育』冨山房、1925年。
- 木村正義著『職業指導』隆文館、1930年。

## 栄典
- 1940年（昭和15年）8月15日 - 紀元二千六百年祝典記念章[4]